# NATOコードネームの一覧 (電波兵器)
これは、電子兵装のNATOコードネームの一覧である。
電子兵装とは、レーダー、射撃管制装置、逆探知装置、電子戦器材等に分類される。旧ソ連及び中国など共産圏諸国は、独特の形状のアンテナを採用しており、アンテナ外観そのものの特徴をNATOコードネームとして多く採用している。

## 航空用電子兵装

### 捜索用レーダー
- ファルコン　中国人民解放軍早期警戒管制機KJ-2000 (航空機)搭載の捜索用レーダー。
- ウエットアイ　Il-38 (航空機)哨戒機搭載水上捜索レーダー。

### 射撃管制装置
- スロットバック（SLOT BACK） Mig-29、Su-27搭載射撃管制用レーダー。
- イールビス　Su-35 (航空機)搭載射撃管制レーダー。
- フラッシュダンス（FLASH DANCE）Mig-31搭載射撃管制用レーダー。探知距離200km。

## 艦艇用電子兵装

### 捜索用レーダー
- トッププレート　旧ソ連の代表的な艦艇用3次元対空レーダー　船体最上部のプレート状のアンテナが由来。
- トップスティア　3次元レーダー
- プレートスティア　3次元レーダー
- トップベア　対空対水上捜索用レーダー
- フラットスクリーン　対空捜索用レーダー
- スカイウォッチ　3次元多機能レーダー
- ヘッドネット　3次元レーダー
- パームフロンド　航海用レーダー
- スピントラウ　航海用レーダー
- ドラゴンアイ　蘭州級駆逐艦搭載のフェーズドアレイレーダー
- ナイフレスト　長距離2次元対空レーダー
- アイシールド　低空/対水上2次元レーダー
- ブリッジマスター　英国デッカ社製航海用レーダー
- シーイーグル　トッププレートの中国版コピー製品。
- シータイガー　フランス製対空レーダーの海外輸出版またはコピー製品。
- シーガル イタリア、セレニア社製の中国版コピー製品。
- ライススクリーン　中国製対空捜索レーダー　150Kw

### 射撃管制装置
- ポップグループ　SA-N-4ゲッコー対空ミサイル管制用。
- トップドーム　SA-N-6グランブル対空ミサイル管制用。船体最上部のドーム状のアンテナが由来。
- フロントドーム　SA-N-7ガドフライ対空ミサイル管制用。艦橋上前部のドーム状のアンテナが由来。
- フロントドア SS-N-12対艦ミサイル管制用。
- クロスソード　SA-N-9ゴーントレット対空ミサイル管制用。
- ワスプヘッド　砲/対艦ミサイル射撃管制レーダー。
- スクエアタイ　砲/対艦ミサイル射撃指揮装置
- ヘッドライト　SA-N-3ゴブレット対空ミサイル/SS-N-14サイレックス対艦ミサイル管制用レーダー。
- フォグランプ　短SAM用射撃管制レーダー
- バンドスタンド　SS-N-22サンバーン対艦ミサイル及び主砲用射撃管制レーダー。
- サンバイザー　130mm砲射撃管制用レーダー。
- ポストランプ　130mm砲射撃管制用レーダー。
- カイトスクリーチ　130mm砲用射撃管制レーダー。
- アウルスクリーチ　76mm砲射撃管制用レーダー。
- バスティルト　76mm砲/30mmCIWS用射撃管制レーダー。
- マフコブ　57mm砲射撃管制レーダー。
- ライスボール　35mm連装機関砲用射撃管制レーダー。
- ライスランプ　CIWS用射撃管制レーダー。
- ドラムティルト 30mmCIWS用射撃管制レーダー。